# Coenagria
Coenagria là một chi bướm đêm thuộc họ Noctuidae.

## Các loài
- Coenagria nana (Staudinger, 1892)